# Wereldkampioenschappen schaatsen sprint 2013
De wereldkampioenschappen schaatsen sprint 2013 werden op 26 en 27 januari 2013 op de Utah Olympic Oval te Salt Lake City gehouden. Het was de 44ste editie van dit toernooi en voor 7de keer in de Verenigde Staten gehouden en voor de 2de keer in Salt Lake City.
De titelverdedigers waren de wereldkampioenen van 2012, gehouden in Calgary in Canada, Chinese Yu Jing bij de dames en Nederlander Stefan Groothuis bij de heren. Groothuis reed een slecht toernooi en werd opgevolgd door zijn landgenoot Michel Mulder. Yu moest haar meerdere erkennen in thuisrijdster en topfavoriete Heather Richardson. Met Mulder en Richardson kwamen beide winnaars uit het inline-skaten.

## Tijdschema
| Datum               | Tijd  | Onderdeel                                               |
| ------------------- | ----- | ------------------------------------------------------- |
| Zaterdag 26 januari | 21:00 | 500 m vrouwen 500 m mannen 1000 m vrouwen 1000 m mannen |
| Zondag 27 januari   | 21:00 | 500 m vrouwen 500 m mannen 1000 m vrouwen 1000 m mannen |

## Startplaatsen
Op het WK van 2012 in Calgary werd het onderstaande aantal startplaatsen verdiend.
|         | 4                          | 3                                           | 2 |
| ------- | -------------------------- | ------------------------------------------- | --- |
| Mannen  | Canada, Nederland, Rusland | Japan, Zuid-Korea                           | Australië, Duitsland, Finland, Frankrijk, Italië, Kazachstan, Letland, Noorwegen, Polen, Verenigde Staten |
| Vrouwen | China, Nederland           | Duitsland, Japan, Rusland, Verenigde Staten | Canada, Kazachstan, Tsjechië, Wit-Rusland, Zuid-Korea                                                     |

## Mannen

### Afstandmedailles
| Discipline | Goud            | Zilver                  | Brons          |
| ---------- | --------------- | ----------------------- | -------------- |
| 500m       | Joji Kato       | Jamie Gregg Ryohei Haga |                |
| 1000m      | Hein Otterspeer | Haralds Silovs          | Michel Mulder  |
| 500m       | Joji Kato       | Jamie Gregg             | Gilmore Junio  |
| 1000m      | Hein Otterspeer | Michel Mulder           | Haralds Silovs |

### Eindklassement
| #      | Schaatser                    | Land | 500m          | 1000m           | 500m          | 1000m          | Punten     |
| ------ | ---------------------------- | ---- | ------------- | --------------- | ------------- | -------------- | ---------- |
| Goud   | Michel Mulder                | NED  | 34,47 (5)     | 1.07,49 (3)     | 34,75 (16)    | 1.07,65 (2)    | 136,790 WR |
| Zilver | Pekka Koskela                | FIN  | 34,44 (4)     | 1.07,92 (7)     | 34,63 (9)     | 1.07,97 (6)    | 137,015 NR |
| Brons  | Hein Otterspeer              | NED  | 34,79 (17)    | 1.07,46 (1)     | 34,81 (18)    | 1.07,43 (1)    | 137,045    |
| 4      | Jamie Gregg                  | CAN  | 34,43 (2)     | 1.08,41 (13)    | 34,50 (2)     | 1.07,85 (4)    | 137,060 NR |
| 5      | Mo Tae-bum                   | KOR  | 34,60 (8)     | 1.08,27 (11)    | 34,72 (13)    | 1.07,91 (5)    | 137,410    |
| 6      | Lee Kyou-hyuk                | KOR  | 34,70 (13)    | 1.07,87 (6)     | 34,73 (14)    | 1.08,23 (11)   | 137,480    |
| 7      | Mika Poutala                 | FIN  | 34,63 (11)    | 1.08,53 (16)    | 34,54 (4)     | 1.08,28 (13)   | 137,575    |
| 8      | Dmitri Lobkov                | RUS  | 34,62 (10)    | 1.08,25 (10)    | 34,60 (6)     | 1.08,55 (14)   | 137,620    |
| 9      | Aleksej Jesin                | RUS  | 35,10 (23)    | 1.08,12 (8)     | 34,75 (16)    | 1.08,02 (7)    | 137,920    |
| 10     | Nico Ihle                    | GER  | 34,87 (19) NR | 1.08,63 (17)    | 34,64 (11) NR | 1.08,24 (12)   | 137,945 NR |
| 11     | Samuel Schwarz               | GER  | 35,19 (24)    | 1.07,86 (5)     | 34,93 (20)    | 1.08,13 (8)    | 138,115    |
| 12     | Mitchell Whitmore            | USA  | 34,76 (15)    | 1.08,45 (15)    | 34,63 (9)     | 1.09,04 (18)   | 138,135    |
| 13     | Laurent Dubreuil             | CAN  | 34,71 (14)    | 1.08,63 (17)    | 34,83 (19)    | 1.08,64 (16)   | 138,175    |
| 14     | Gilmore Junio                | CAN  | 34,58 (6)     | 1.08,42 (14)    | 34,53 (3)     | 1.09,75 (20)   | 138,195    |
| 15     | Tyler Derraugh               | CAN  | 35,06 (22)    | 1.08,15 (9)     | 35,01 (22)    | 1.08,15 (10)   | 138,220    |
| 16     | Denis Koval                  | RUS  | 34,60 (8)     | 1.09,25 (26)    | 34,56 (5)     | 1.09,29 (19)   | 138,430    |
| 17     | Stefan Groothuis             | NED  | 34,82 (18)    | 1.07,80 (4)     | 35,28 (25)    | 1.08,91 (17)   | 138,455    |
| 18     | Haralds Silovs               | LAT  | 35,60 (30)    | 1.07,47 (2) NR  | 35,32 (26) NR | 1.07,72 (3)    | 138,515 NR |
| 19     | Mirko Nenzi                  | ITA  | 35,04 (20)    | 1.08,67 (19)    | 34,99 (21) NR | 1.08,55 (14)   | 138,640 NR |
| 20     | Ryohei Haga                  | JPN  | 34,43 (2)     | 1.08,88 (20)    | 34,62 (8)     | 1.10,33 (23)   | 138,655    |
| 21     | Keiichiro Nagashima          | JPN  | 34,59 (7)     | 1.08,99 (23)    | 34,70 (21)    | 1.09,86        | 138,715    |
| 22     | Joji Kato                    | JPN  | 34,21 (1) NR  | 1.11,29 (33)    | 34,29 (1)     | 1.10,16 (22)   | 139,225    |
| 23     | Artur Waś                    | POL  | 34,78 (16)    | 1.09,80 (30)    | 34,61 (7)     | 1.10,39 (24)   | 139,485    |
| 24     | Benjamin Macé                | FRA  | 35,87 (32) NR | 1.08,28 (12) NR | 35,59 (30) NR | 1.08,13 (8) NR | 139,665 NR |
| NC25   | Espen Aarnes Hvammen         | NOR  | 35,04 (20) NR | 1.08,90 (21)    | 34,73 (14) NR |                | 104,220    |
| NC26   | Daniel Greig                 | AUS  | 34,64 (12) NR | 1.09,12 (25)    | 35,13 (23)    |                | 104,330    |
| NC27   | Jonathan Garcia              | USA  | 35,37 (25)    | 1.08,94 (22)    | 35,56 (29)    |                | 105,400    |
| NC28   | Fyodor Mezentsev             | KAZ  | 35,49 (26)    | 1.09,26 (27)    | 35,50 (28)    |                | 105,620    |
| NC29   | Christoffer Fagerli Rukke    | NOR  | 35,83 (31)    | 1.09,09 (24)    | 35,44 (27)    |                | 105,815    |
| NC30   | Kim Yeong-ho                 | KOR  | 35,50 (27)    | 1.09,50 (28)    | 35,63 (32)    |                | 105,880    |
| NC31   | Sergej Tsjadajev             | RUS  | 35,54 (28)    | 1.10,82 (31)    | 35,13 (23)    |                | 106,080    |
| NC32   | Aleksej Zjigin               | KAZ  | 35,94 (33)    | 1.09,72 (29)    | 35,76 (33)    |                | 106,560    |
| NC33   | Ermanno Ioriatti             | ITA  | 35,58 (29)    | 1.11,69 (34)    | 35,59 (30)    |                | 107,015    |
| NC34   | Marius Cristian Paraschivoiu | ROU  | 37,53 (35)    | 1.15,61 (35)    | 37,10 (34)    |                | 112,435    |
| NS3    | Bram Smallenbroek            | AUT  | 37,04 (34)    | 1.11,22 (32)    | NS            |                | 72,650     |
| NF1    | Mark Tuitert                 | NED  | NF            | NF              |               |                |            |

## Vrouwen

### Afstandmedailles
| Discipline | Goud               | Zilver            | Brons              |
| ---------- | ------------------ | ----------------- | ------------------ |
| 500m       | Jing Yu            | Lee Sang-hwa      | Heather Richardson |
| 1000m      | Christine Nesbitt  | Brittany Bowe     | Heather Richardson |
| 500m       | Lee Sang-hwa       | Thijsje Oenema    | Wang Beixing       |
| 1000m      | Heather Richardson | Christine Nesbitt | Zhang Hong         |

### Eindklassement
| #      | Schaatsster          | Land | 500m         | 1000m           | 500m          | 1000m          | Punten     |
| ------ | -------------------- | ---- | ------------ | --------------- | ------------- | -------------- | ---------- |
| Goud   | Heather Richardson   | USA  | 37,31 (3)    | 1.13,74 (3)     | 37,24 (4)     | 1.13,19 (1)    | 148,015    |
| Zilver | Yu Jing              | CHN  | 37,21 (1)    | 1.13,93 (6)     | 37,28 (5)     | 1.13,65 (4)    | 148,280 NR |
| Brons  | Lee Sang-hwa         | KOR  | 37,28 (2)    | 1.14,39 (12) NR | 36,99 (1) BR  | 1.14,19 (8) NR | 148,560 NR |
| 4      | Thijsje Oenema       | NED  | 37,38 (4) NR | 1.14,22 (8)     | 37,06 (2) NR  | 1.14,23 (10)   | 148,665 NR |
| 5      | Christine Nesbitt    | CAN  | 38,02 (12)   | 1.12,91 (1) BR  | 37,83 (12)    | 1.13,28 (2)    | 148,945    |
| 6      | Zhang Hong           | CHN  | 38,09 (15)   | 1.13,93 (6)     | 37,69 (10)    | 1.13,64 (3)    | 149,565    |
| 7      | Margot Boer          | NED  | 37,64 (8)    | 1.14,25 (9)     | 37,82 (11)    | 1.14,17 (7)    | 149,670    |
| 8      | Brittany Bowe        | USA  | 38,03 (13)   | 1.13,68 (2)     | 37,90 (14)    | 1.13,83 (5)    | 149,685    |
| 9      | Olga Fatkoelina      | RUS  | 37,71 (9)    | 1.13,92 (5) NR  | 37,93 (17)    | 1.14,20 (9)    | 149,700 NR |
| 10     | Wang Beixing         | CHN  | 37,51 (5)    | 1.14,80 (13)    | 37,23 (3)     | 1.15,12 (14)   | 149,700    |
| 11     | Marrit Leenstra      | NED  | 38,24 (21)   | 1.14,36 (10)    | 38,02 (20)    | 1.13,88 (6)    | 150,380    |
| 12     | Jekaterina Lobysjeva | RUS  | 37,89 (10)   | 1.14,38 (11)    | 37,98 (18)    | 1.14,85 (12)   | 150,485    |
| 13     | Miyako Sumiyoshi     | JPN  | 38,00 (11)   | 1.15,72 (19)    | 37,49 (7)     | 1.14,66 (11)   | 150,680    |
| 14     | Laurine van Riessen  | NED  | 38,16 (18)   | 1.15,44 (17)    | 37,98 (18)    | 1.15,10 (13)   | 151,410    |
| 15     | Judith Hesse         | GER  | 38,24 (22)   | 1.15,38 (16)    | 37,83 (12)    | 1.15,50 (15)   | 151,510    |
| 16     | Jekaterina Ajdova    | KAZ  | 38,23 (20)   | 1.14,95 (15) NR | 38,05 (21) NR | 1.15,53 (16)   | 151,520 NR |
| 17     | Anastasia Bucsis     | CAN  | 38,07 (14)   | 1.15,58 (18)    | 37,91 (15)    | 1.16,09 (17)   | 151,815    |
| 18     | Maki Tsuji           | JPN  | 38,09 (15)   | 1.17,13 (22)    | 37,92 (16)    | 1.17,55 (20)   | 153,350    |
| 19     | Svetlana Radkevitsj  | BLR  | 38,59 (23)   | 1.17,11 (21)    | 38,47 (26)    | 1.16,61 (18)   | 153,920    |
| 20     | Jennifer Plate       | GER  | 38,19 (19)   | 1.17,15 (23)    | 38,34 (22)    | 1.17,72 (21)   | 153,965    |
| 21     | Joelia Litejkina     | RUS  | 38,64 (24)   | 1.17,51 (17)    | 38,40 (24)    | 1.17,37 (19)   | 154,480    |
| 22     | Nao Kodaira          | JPN  | 37,57 (7)    | 1.14,85 (14)    | 37,54 (8)     | 1.53,32 (22)   | 169,195    |
| 23     | Jenny Wolf           | GER  | 37,53 (6)    | 1.16,68 (20)    | 37,28 (5)     | 2.06,9(23)     | 176,615    |
| DQ4    | Karolína Erbanová    | CZE  | 38,11 (17)   | 1.13,84 (4) NR  | 37,67 (9) NR  | DQ             | 112,700    |
| NC25   | Sugar Todd           | USA  | 38,68 (25)   | 1.17,39 (25)    | 38,46 (25)    |                | 115,835    |
| NC26   | Kim Hyun-yung        | KOR  | 39,04 (27)   | 1.17,34 (24)    | 38,38 (23)    |                | 116,090    |
| NC27   | Yvonne Daldossi      | ITA  | 38,74 (26)   | 1.17,92 (28)    | 38,69 (27)    |                | 116,390    |
| NC28   | Qi Shuai             | CHN  | 39,03 (27)   | 1.17,50 (26)    | 38,83 (28)    |                | 116,620    |
| NC29   | Vanessa Bittner      | AUT  | 39,40 (29)   | 1.18,93 (29)    | 39,51 (30)    |                | 118,375    |
| NC30   | Elina Risku          | FIN  | 39,59 (30)   | 1.19,05 (30)    | 39,35 (29) NR |                | 118,465    |
| NC31   | Hanne Haugland       | NOR  | 40,03 (31)   | 1.19,48 (31)    | 39,75 (32)    |                | 119,520    |
| NC32   | Ágota Tóth-Lykovcán  | HUN  | 40,31 (32)   | 1.19,54 (32)    | 39,67 (31)    |                | 119,750    |
| NC33   | Johanna Östlund      | SWE  | 40,68 (33)   | 1.19,75 (33)    | 40,28 (33)    |                | 120,835    |